# August Annist
August Annist (Võisiku, 28 de janeiro de 1899 – Tallinn, 6 de abril de 1972) foi um escritor e folclorista estoniano. 
Infelizmente, quase que a totalidade da obra de August Annist foi destruída durante a ocupação nazista da Estônia, na Segunda Guerra Mundial. Seu trabalho "Kalevala como uma Obra de Arte" (Kalevala kui kunstiteos) tornou-se uma raridade, pois foram feitas apenas dez cópias do original. Em 1944 o trabalho foi publicado em Tartu, mas poucas cópias restaram.
Os finlandeses são os grandes salvadores de seu trabalho, porque foram eles que traduziram o manuscrito para o finlandês e ele foi publicado pela editora Söderström em 1944. Em 1969 uma coleção de seus escritos foi publicada pela "Eesti Raamat" com 1 500 cópias.
Em 1942 "Viro neuvostokurimuksessa" foi publicado na Finlândia sob o nome de Jaan Siiras, mas na verdade, o livro foi escrito por August Annist. Este livro denuncia as atividades dos bolcheviques na Estônia em 1940–1941. Em decorrência disto, o livro foi proibido durante a ocupação soviética e o escritor ficou desconhecido do público. Apenas em 1981 foi que os escritores exilados estonianos tornaram público o nome da pessoa sob esse pseudônimo.
August Annist foi preso em 1945 e libertado em 1951. O livro publicado sob o pseudônimo de Jaan Siiras é uma grande raridade na Estônia.

## Trabalhos
A obra mais famosa de August Annist é sua obra padrão de três volumes sobre o épico nacional da Estônia Kalevipoeg, que foi publicado sob o título Pe. R. Kreutzwaldi "Kalevipoeg":
- Volume 1: Kalevipoeg eesti rahvaluules (1935)
- Volume 2: "Kalevipoja" saamislugu (1936)
- Volume 3: "Kalevipoeg" kui kunstiteos (1944)

August Annist publicou três grandes obras de poesia:
- Lauluema Mari (1966)
- Karske Pirita, Maheda Mareta ja mehetapja Maie lood (1970)
- Udres Kudres, Päeva poeg (1990)